# Football Club Rapperswil-Jona
Maillots
Actualités
Le FC Rapperswil-Jona est un club de football suisse basé à Rapperswil-Jona dans le canton de Saint-Gall. Il évolue en Promotion League.

## Histoire
Le club est fondé en 1928.

### Parcours
| Saison    | Championnat      | Championnat | Coupe de Suisse  |
| Saison    | Div.             | Pos.        | Coupe de Suisse  |
| --------- | ---------------- | ----------- | ---------------- |
| 2009-2010 | 1re ligue        | 2e          | 8e de finale     |
| 2010-2011 | 1re ligue        | 4e          | Non qualifié     |
| 2011-2012 | 1re ligue (D3)   | 6e          | Non qualifié     |
| 2012-2013 | 1re ligue (D4)   | 7e          | Non qualifié     |
| 2013-2014 | 1re ligue        | 2e          | Non qualifié     |
| 2014-2015 | Promotion League | 6e          | Non qualifié     |
| 2015-2016 | Promotion League | 6e          | Non qualifié     |
| 2016-2017 | Promotion League | 1er         | 1er tour         |
| 2017-2018 | Challenge League | 5e          | 8e de finale     |
| 2018-2019 | Challenge League | 10e         | 8e de finale     |
| 2019-2020 | Promotion League | Annulé      | Quarts de finale |
| 2020-2021 | Promotion League | 6e          | Non qualifié     |
| 2021-2022 | Promotion League | 9e          | 1er tour         |
| 2022-2023 | Promotion League | 5e          | 2e tour          |
| 2023-2024 | Promotion League | 2e          | 8e de finale     |
| 2024-2025 | Promotion League |             | 2e tour          |